# ASヴェニュス
アソシアション・スポルティヴ・ヴェニュス（フランス語: AS Vénus）とは、タヒチマヒナに本拠地を置くサッカークラブである。タヒチの一部リーグであるタヒチ・ディビジョン・フェデレールに所属し、本拠地はスターデ・ムニシパル・ドゥ・マヒナである。

## タイトル
- タヒチ・ディビジョン・フェデレール: 10

1953, 1990, 1992, 1995, 1997, 1998, 1999, 2000, 2002, 2018–19
- タヒチカップ: 7

1952, 1990, 1991, 1992, 1998, 1999, 2001.